# Веселин Топалов
Весели́н Топа́лов (болг. Веселин Топалов; нар. 15 березня 1975, Русе, Народна Республіка Болгарія) — болгарський шаховий гросмейстер. Переможець чемпіонату світу за версією ФІДЕ 2005 року. Того ж року отримав Шахового Оскара.
2006 року грав в «об'єднавчому» матчі за звання чемпіона світу проти Володимира Крамника. Матч закінчився унічию 6 — 6, але Крамник переміг у тай-брейку — 2½ — 1½.
Учасник матчу за звання чемпіона світу із шахів 2010 проти Вішванатана Ананда. Матч закінчився із рахунком 6½ — 5½ на користь Ананда.
Його рейтинг станом на вересень 2021 року — 2730 (20-те місце у світі, 1-ше серед шахістів Болгарії).

## Рання кар'єра
Топалов народився в Русе, Болгарія. Його батько навчив його грати шахи у вісім років. У 1989 він виграв Світовий Чемпіонат віком до 14 в Акваділла, Пуерто-Рико і в 1990 виграв срібну медаль в Світовому Чемпіонаті віком до 16 років у Сінгапурі. Він став Міжнародним гросмейстером у 1992 р.
Топалов був лідером Болгарської національної команди починаючи з 1994. У 1994 на Шаховій олімпіаді в Москві він привів болгарську команду до здобуття п'ятого місця.
Наступні десять років він вигравав ряд турнірів, і став шахістом світового класу. Ще в 1996 р. його запросили до змагання «супергросмейстерів». Програш Топалова Гаррі Каспарову в 1999 р. на турнірі у Вейк-ан-Зеє називають одною з найкращих партій, які коли-небудь зіграні.
На чемпіонат світу за версією ФІДЕ 2000 року, який проводився за нокаут-системою, він дійшов до чвертьфіналу, на чемпіонаті світу 2001—2002рр. Вилетів на стадії 1/16 фіналу, а на чемпіонаті світу 2004 року поступився у півфіналі майбутньому чемпіону Рустаму Касимджанову. У 2002 році, поступився Петеру Леко у фінальному поєдинку турніру претендентів, що проходив у Дортмунді (за право зіграти у матчі за шахову корону 2004 року).
Топалов виграв свій перший «супер-турнір» в Лінаресі 2005 р., поділивши перше місце з Гаррі Каспаровим і перемігши Каспарова в останньому раунді. Це була остання турнірна партія Каспарова перед завершенням його шахової кар'єри.

## Чемпіон Світу
У жовтні-вересні 2005 Топалов був запрошений на чемпіонат світу в Сан-Луїс, Аргентина, який проводився за коловою системою. Набравши 6.5 очок з 7 можливих в першому колі, Топалов фактично був на півдорозі до виграшу турніру. В другому колі звівши всі партії внічию, за тур до закінчення турніру Веселин Топалов став новим Чемпіоном Світу ФІДЕ з результатом 10 очок з 14 можливих (+6-0=8). Середній рейтинг гравців в чемпіонаті склав 2739, а рейтинг продуктивності Топалова склав 2890.
Об'єднання Світового Титулу ФІДЕ (очолювався Топаловим) і Класичного Шахового Світового Титулу (очолювався Володимиром Крамником) палко заохочувало шахове суспільство. 16 квітня 2006 р., Президент ФІДЕ Кірсан Ілюмжинов заявив, що матч між Крамником і Топаловим буде проводитися у вересні-жовтні 2006 р. Крамник розгромив Топалова і став першим беззаперечним чемпіоном за тринадцять років.

## Суперечка про матч Крамник-Топалов
28 вересня 2006 р. Данайлов зробив прес-реліз, привівши підозру про поведінку Крамника протягом партій. Болгарська команда зробила публічну заяву, що Крамник відвідував свою приватну ванну (тільки одне місце без звукового і відео нагляду) дуже часто, близько 50 разів за гру (число, яке пізніше посадові особи ФІДЕ назвали перебільшеним) і робив найважливіші ігрові рішення у ванній кімнаті.
Вони також вимагали, щоб організатори турніру зробили доступним для журналістів відео нагляду за кімнатою Крамника від 1 до 4 партії. Організатори зробили деякі частини відео доступними, пояснивши, що інші частини відсутні через технічні проблеми. Данайлов вимагав зупинити використання приватних убиралень і ванн, і загрожував переглянути участь Топалова у матчі. Комітет Апеляцій, який управляв матчем, погодився, і постановив, щоб приватні убиральні гравців потрібно закрити і прибрати із зони будівлі проведення турніру.
Крамник відмовлявся грати п'яту партію і йому було зараховано поразку.
1 жовтня, проблема убиралень була вирішена на користь Крамника і Комітеті Апеляцій склав із себе обов'язки та був замінений. Президент ФІДЕ Кірсан Ілюмжинов вирішив, що поточний рахунок 3-2 потрібно зберегти. Він також вказав, що це його власне, а не компромісне рішення. Матч відновили 2 жовтня 2006 р.
1 жовтня Асоціація Шахових Професіоналів анонсувала заяву, в якій обвинувачувала Данайлова у публічному звинуваченні супротивника без вагомих доказів і вкликали його до розслідування Комітетом Етики ФІДЕ. Топалова також звинуватило багато гравців, зокрема колишні Чемпіони Світу: Анатолій Карпов, Борис Спаський, Вішванатан Ананд та багато інших.
3 жовтня Топалов заявив на прес-конференції: «Я вважаю, що його [Крамника] гра є чесною, і моє рішення продовжувати матч доводить це». Однак назавтра конфлікт ще більше загострився, коли менеджер Топалова натякнув, що Крамник використовував комп'ютерну допомогу.
У післяматчевому інтерв'ю Данайлов висловив бажання знову організувати матч між Топаловим і Крамником, кажучи, що правила «ФІДЕ дозволяє кожному чемпіону світу, який втратив титул, викликати на матч власника титулу. Повний призовий фонд — 1.5 мільйонів доларів. Ми знайдемо ці гроші і запрошуємо проводити матч в Софії. Ми запропонуємо точну дату, 3 березня 2007 р.»
Проте це буде неможливо, тому що згідно з правилами ФІДЕ такий матч повинен закінчитися за шість місяців перед наступним світовим чемпіонатом, який почнеться у вересні 2007 в Мексиці.
14 грудня 2006 р. Топалов безпосередньо обвинуватив Крамника у використанні комп'ютерної допомоги в їхньому матчі. 14 лютого 2007 менеджер Тоалова випустив зображення, які показували кабелі в стелі туалету, які буцімто використовував Крамник протягом Світового Чемпіонату в Елісті. Це було повідомлено властям, яких Данайлов обвинувачував у прихованні інформації. Команда Топалова стверджує, що вони чинили тиск на посадових осіб, щоб вони не нічого не розголошували.

## Кар'єра після матчу об'єднання
Невдовзі після втрати титулу світового чемпіона, Топалов взяв участь в Турнірі Chess Essent. Він фінішував третім з чотирьох учасників, набравши лише 2.5 очка в 6 партіях з коефіцієнтом продуктивності 2645. Він програв дві партії Юдіт Полгар і одну Шахріяру Мамедьярову.
У січні 2007 р. Топалов посів перше місце в турнірі XIX категорії «Corus» (попереду Володимира Крамника, який фінішував 4-м) разом з Левоном Ароняном і Теймуром Раджабовим.
Традиційно, той, хто завдав поразки чемпіону має право на матч-реванш проти нового чемпіона. У 2006 р. Топалов втратив свій титул у світовому шаховому чемпіонаті 2007, програвши Володимиру Крамнику. Проте, як частина процесу возз'єднання, як Топалову, так і Крамнику, були надані спеціальні привілеї в 2008-09 циклі чемпіонату.

### 2012—2013
У жовтні 2012 року розділив 1-3 місця на першому етапі Гран-прі ФІДЕ 2012/2013, що проходив в Лондоні, з результатом 7 з 11 очок (+3-0=8)
У квітні 2013 року здобув перемогу на третьому етапі Гран-прі ФІДЕ 2012/2013, що проходив в місті Цуг (Швейцарія), з результатом 8 з 11 очок (+5-0=6).
У травні 2013 року Топалов виступив невдало на турнірі ХХІ категорії Norway Chess 2013 з результатом 4 з 9 очок (+0-1=8) зайняв лише 8 місце з 10 учасників турніру.
У липні 2013 року Веселін Топалов набравши 6 з 11 очок (+3-2=6) та розділивши 3-4 місця на п'ятому етапі Гран-прі ФІДЕ 2012/2013, що проходив в Пекіні, забезпечив собі 1 місце в загальному заліку Гран-Прі ФІДЕ 2012/2013. Набравши 410 очок Топалов став недосяжним для інших шахістів перед останнім етапом гран-прі, та отримав путівку на турнір претендентів на матч за шахову корону в 2014 році.

### 2014
У березні 2014 року з результатом 6 очок з 14 можливих (+2-4=8) посів останнє 8-е місце на турнірі претендентів, що проходив в Ханти-Мансійську.
У червні 2014 року Топалов з результатом 4½ з 9 можливих очок (+2-2=5) посів 5-е місце на турнірі XXI категорії Norway Chess 2014, що проходив в місті Ставангер.
У серпні 2014 року Веселін Топалов показав найкращий результат серед шахістів, які виступали на першій дошці в Шаховій олімпіаді, що проходила в Тромсе. Набравши 6½ очок з 9 можливих (+5-1=3), турнірний перфоменс Топалова склав 2872 очка. Та незважаючи на вдалий виступ, його збірна Болгарії посіла лише 25 місце серед 177 країн.
У вересні 2014 року набравши 5 очок з 10 можливих (+3-3=4) Топалов посів 3 місце в турнірі з найвищою в історії XXIII категорією «The 2014 Sinquefield Cup», що проходив в Сент-Луїсі.

### 2015
У лютому 2015 року розділив 3-11 місця (за додатковим показником — 5 місце) на турнірі Gibraltar Chess Festival 2015. Результат Топалова — 7½ з 10 очок (+6-1=3), турнірний перфоманс склав — 2747 очка.
У червні 2015 року набравши 6½ очок з 9 можливих (+5-1=3) Топалов став переможцем турніру ХХІІ категорії «Norway Chess 2015» (перший етап Grand Chess Tour 2015), що проходив в місті Ставангер. Його турнірний перфоманс склав 2946 очок.
У вересні 2015 року Веселин посів 7-е місце на турнірі «The 2015 Sinquefield Cup» (другий етап Grand Chess Tour), що проходив у Сент-Луїсі. Його результат — 4½ очка з 9 можливих (+2-2=5). А також дійшов до 1/8 фіналу кубку світу ФІДЕ, де поступився Петру Свідлеру з рахунком ½ на 1½ очка.
У грудні 2015 року, з результатом 2½ очка з 9 можливих (+0-4=5), посів останнє 10 місце на турнірі «London Chess Classic 2015». А за підсумками серії турнірів «Grand Chess Tour 2015», Топалов розмістився на 6 позиції (18 залікових очок).

### 2016
У березні 2016 року з результатом 4½ очки з 14 можливих (+0-5=9) посів останнє 8 місце на турнірі претендентів, що проходив у Москві.
У серпні 2016 року, набравши 5 очок з 9 можливих (+2-1=6), розділив 2-5 місця на турнірі 22 категорії «The 2016 Sinquefield Cup» (третій етап Grand Chess Tour), що проходив у Сент-Луїсі.
У вересні 2016 року в складі збірної Болгарії посів 66-те місце на шаховій олімпіаді, що проходила в Баку. Результат Топалова на 1-й шахівниця — 3 очки з 5 можливих (+2-1=2).
У грудні 2016 року з результатом 2 очки з 9 можливих (+1-6=2) посів останнє 10 місце на турнірі 22 категорії «London Chess Classic 2016».

### 2017—2020
У квітні 2018 року розділив 8-9 місця на турнірі «Меморіал Вугара Гашимова». Результат Топалова 4 очки з 9 можливих (+2-3=4).
У квітні 2019 року з результатом 4 очки з 9 можливих (+1-2=6) болгарин розділив 7-8-мі місця на турнірі 22-ї категорії «Меморіал Вугара Гашимова».
У січні 2020 року з результатом 7 очок з 10 можливих (+5-1=4) Топалов посів 10-те місце на турнірі «Gibraltar Chess Festival 2020».

## Зміни рейтингу
| На цьому місці має відображатися графік чи діаграма, однак з технічних причин його відображення наразі вимкнено. Будь ласка, не видаляйте код, який викликає це повідомлення. Розробники вже працюють для того, щоби відновити штатне функціонування цього графіка або діаграми. | |
| | На цьому місці має відображатися графік чи діаграма, однак з технічних причин його відображення наразі вимкнено. Будь ласка, не видаляйте код, який викликає це повідомлення. Розробники вже працюють для того, щоби відновити штатне функціонування цього графіка або діаграми. |